# ماسایوکی مینامی
ماسایوکی می‌نامی (انگلیسی: Masayuki Minami؛ ۸ ژوئیهٔ ۱۹۴۱ – ۷ آوریل ۲۰۰۰) بازیکن والیبال اهل ژاپن بود. او از ستاره‌های تاریخ والیبال ژاپن به شمار می‌رفت و توانست با تیم ملی ژاپن به مدال طلا المپیک ۱۹۷۲ مونیخ برسد و هم چنین در المپیک‌های گذشته ۱۹۶۸ مدال نقره و ۱۹۶۴ مدال برنز را کسب کرد.
می‌نامی در سال ۲۰۰۰ به علت بیماری قلبی در سن ۵۸ سالگی درگذشت.